# Podžikovský mlýn
Podžikovský mlýn je vodní mlýn u Olešné pod lokalitou Žikov, který stojí na pravém břehu řeky Berounka.

## Historie
Vodní mlýn byl založen před rokem 1651 pod Žikovem; na Žikově byl již od roku 1650 hospodářský dvůr liblínského panství. V Soupisu poddaných podle víry z roku 1651 jsou uvedeni „mlejn pod dvorem žikovským - Jan mlynář (20 let) a Anna (18 let)“.

## Popis
Mlýnice a obytný dům stojí samostatně. Jsou zděné, jednopatrové; dochovala se zde výroba elektrické energie.
K mlýnu vedla voda náhonem přes jez se stavidlem a odtokovým kanálem se vracela zpět do řeky. Mlýn měl vodní kolo na spodní vodu s jedním pískovcovým kamenem a byl při něm turbínový domek.